# Manuela Mucke
Manuela Mucke (ur. 30 stycznia 1975 w Wittenberdze) – niemiecka kajakarka, dwukrotna złota medalistka olimpijska.
Oba medale wywalczyła w kajakowych czwórkach. W 1996 w Atlancie zwyciężyła osada w składzie Birgit Fischer, Anett Schuck, Ramona Portwich i Mucke, cztery lata później Portwich została zastąpiona przez Katrin Wagner-Augustin. Jako członkini tej osady, ale także w K-2, w latach 1995–2003 wywalczyła szereg medali na mistrzostwach świata.